# Gabbra (peuple)
Pour les articles homonymes, voir Gabra.
Les Gabbra sont une population d'Afrique de l'Est vivant dans une région désertique au nord du Kenya et de l'autre côté de la frontière, au sud de l'Éthiopie. Ils font partie du peuple somali. Ce sont traditionnellement des nomades éleveurs de chameaux. Leur langue est le borana, une langue couchitique.

## Ethnonymie
Selon les sources et le contexte, on observe quelques variantes : Gabbras, Gabra, Gabras, Gabre.

## Population
89 515 Gabbra ont été dénombrés au Kenya lors du recensement de 2009.

## Culture
Les Gabbras sont des pasteurs nomades éleveurs de chameaux. Ils créent des habitations sur le dos des chameaux.